# III Klavirski Koncert (Betoven)
Koncert za klavir i orkestar broj 3. c - moll, opus 37, Ludviga van Betovena

## Opšte karakteristike
Betovenov Treći klavirski koncert, c-moll, opus 37, prevratničko je delo u svom muzičkom rodu. Nastao je 1800, premijerno je izveden 1803. godine. Klasična forma koncerta se proširuje i klavirski koncert time postaje od dosadašnjeg žanra u službi virtuoznosti (što je bilo karakteristično za Mocarta), delo gde se iskazuje i kompozitorova lična ispovest.

## Forma i analiza
Posebno su efektni bočni stavovi, opsežni prvi, Allegro con brio i treći, finalni Rondo. Središnji stav, osećajni i melodiozni Largo, sa pastoralnom temom u flauti i fagotu koju obgrljava solista i modulacijom u E-Dur, koja se zatim ponavlja u finalu, može smatrati srećnim vrhuncem Koncerta.

## Izvođači
Vladimir Aškenazi, solista i dirigent, sa orkestrom Engleske Kraljevske Filharmonije
Artur Rubinštajn, klavir i Bostonski Simfonijski Orkestar, dirigent: Erih Lajnsdorf
Fazil Sej, klavir i orkestar Slovenske Filharmonije, dirigent: Džordž Pelivanijan.